# Phyllanthus mouensis
Phyllanthus mouensis är en emblikaväxtart som beskrevs av Maurice Schmid. Phyllanthus mouensis ingår i släktet Phyllanthus och familjen emblikaväxter. Inga underarter finns listade i Catalogue of Life.